# Platja de Santa Ana
La Platja de Santa Ana està en el concejo de Valdés, en l'occident del Principat d'Astúries (Espanya) i pertany al poble de Querúas. Forma part de la Costa Occidental d'Astúries i està emmarcada en el Paisatge protegit de la Costa Occidental d'Astúries.

## Descripció
Té forma de suau petxina amb una longitud aproximada d'uns 150 m i una amplària mitjana de 40 m. El jaç està format per sorres fosques de grandària mitjana barrejat amb grans lloses de pedra. L'ocupació i urbanització són escasses a pesar que els seus accessos són fàcils, per als vianants i inferiors a uns 500 m.
Per accedir a la platja, que està totalment envoltada de grans penya-segats cal localitzar el poble de Querúas. Com a curiosa referència del camí, cal arribar fins a l'única cabina telefònica que hi ha i agafar la pista de l'esquerra. Uns metres més endavant hi ha una pista que envolta el poble i s'ha de prendre primer el camí que surt a la dreta i fer el mateix a continuació, és a dir, tornar a prendre el camí de la dreta en la següent desviació. S'arriba a un petit aparcament on es pot deixar el vehículoy molt a prop, a uns 20 m es troba una bonica caiguda d'aigua així com l'accés a la platja.
La platja no té cap servei, hi ha una desembocadura fluvial i allí solen estar presents gairebé sempre un bon esbart de cormoranes moñudos. Les activitats recomanades són la pesca submarina i l'esportiva a canya.